# Casa de Amsberg
A  Casa de Amsberg é uma família nobre alemã de origem Polábios que se originou em Mecklemburgo. O bisneto de um ferreiro, pastor August Amsberg (1747-1820) começou a chamar-se de "von Amsberg" em 1795 e o direito da família de usar este nome foi aceito pelo Grão-Duque de Mecklenburg-Schwerin em 1891. Por terem essa permissão para usar um privilégio nobre, a família efetivamente se tornou parte da baixa nobreza do Grão-Ducado de Mecklenburg-Schwerin. O atual rei dos Países Baixos, Guilherme Alexandre é um membro agnático desta família.

## Chefes de família
Esta é uma lista dos chefes da família, ou seja, os membros seniores da linha masculina da família Amsberg, assim como a linha patrilinear da atual família real holandesa. Antes do enobrecimento em 1891, o descendente sênior da linha masculina não tinha qualquer relevância jurídica, e tal o termo "chefe da família" é anacrônico antes da ascensão da família como uma família nobre e eventualmente real. A chefia da família desde o seu reconhecimento como nobre em 1891 tem alguma relevância jurídica histórica antes da abolição formal dos privilégios da nobreza em 1918.
1. Jürgen Amtsberg(1640-1686) um mestre ferreiro.
2. Jürgen Amtsberg (1680-1756) um mestre padeiro.
3. Georg Amtsberg (1717-1772).
4. Johann David Theodor August Amsberg (1747-1820), que começou a se chamar de "von Amsberg", um pastor em Kavelstorf.
5. Joachim Karl Theodor Amsberg (1777-1842).
6. Jonkheer Gabriel Ludwig von Amsberg (1822-1899) recebeu permissão do Grão-Duque de usar a partícula "von" em 1891, efetivamente um enobrecimento.
7. Jonkheer Wilhelm von Amsberg, 1856-1929.
8. Jonkheer Claus Felix von Amsberg , 1890-1953.
9. SAR o príncipe consorte Claus dos Países Baixos, Jonkheer von Amsberg, (1926-2002) um ex-diplomata da Alemanha.
10. SM o rei Guilherme Alexandre dos Países Baixos, Jonkheer von Amsberg, (1967-).

## Linha de sucessão a chefia da Família Amsberg
Considerando que a aristocracia alemã pratica a primogenitura agnática, o herdeiro presuntivo para a chefia e os mais próximos na linha são:
1. S.A.R. O príncipe Constantino dos Países Baixos (1969), Jonkheer von Amsberg, irmão mais novo de Guilherme Alexandre
2. Conde Claus-Casimiro de Orange-Nassau (2004), Jonkheer von Amsberg, filho de Constantino
3. Dirk von Amsberg (1961), neto do general Joachim von Amsberg
4. Paul von Amsberg (2002), filho de Dirk